# Buda de oro

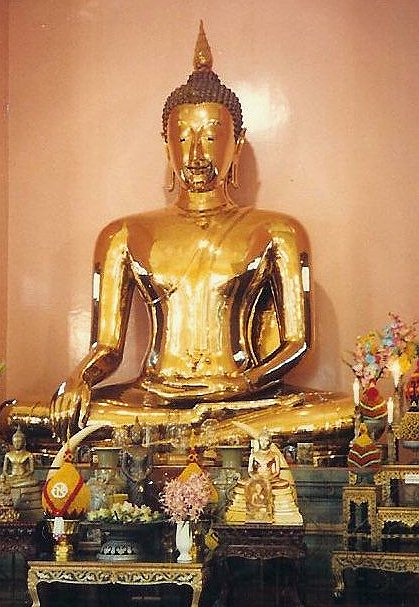
El Buda de oro

El Buda de oro es la estatua de oro macizo más importante del mundo. Se encuentra en el templo Wat Traimit en Bangkok (Tailandia).

## Historia
A principios de los años 1930, unos trabajos de acondicionamiento de las orillas del río Chao Phraya, cerca del barrio chino de Bangkok, requirieron la destrucción de un viejo templo abandonado que contenía una estatua de Buda en estuco dorado. Como era impensable destruir la estatua, a pesar de su aspecto poco atractivo, se decidió trasladarla al Wat Traimit, una pagoda de poca relevancia, como hay tantas en la ciudad, y porque estaba en el barrio chino. El templo no tenía edificio apto para almacenarla, y la estatua estuvo 20 años en el exterior, bajo un simple techo de chapa.
En 1955 debía construirse un nuevo edificio y los monjes decidieron instalar allí la estatua. Una grúa tenía que desplazarla con precaución, pero desafortunadamente cedió un cable y la estatua cayó en el barro. Este mal presagio asustó a los presentes, y después de una fuga multitudinaria, la estatua quedó abandonada en el suelo. Era la estación de las lluvias, y como para dar la razón a los malos presagios, una formidable tormenta se desencadenó toda la noche, anegando la ciudad bajo trombas de agua.
Al alba, el superior de la pagoda volvió a pesar de todo a evaluar los daños, y empezó a quitar los restos de barro de la estatua, observando que el estuco mojado estaba agrietado y dejaba ver un metal brillante. Tras algunas indagaciones se apercibió que bajo el estuco, la estatua era de oro macizo. Esta noticia dio la vuelta a la ciudad, asegurando al templo una fama, una riqueza y un incremento en las visitas nunca más disminuida.
Se supone que la estatua, procedente de Ayutthaya, fue disimulada bajo una capa de yeso para sustraerla de la codicia de los birmanos que asediaban la ciudad. Más tarde, transportada a Bangkok, se perdió su recuerdo, permaneciendo sepultada en el olvido durante casi 200 años.

## Características

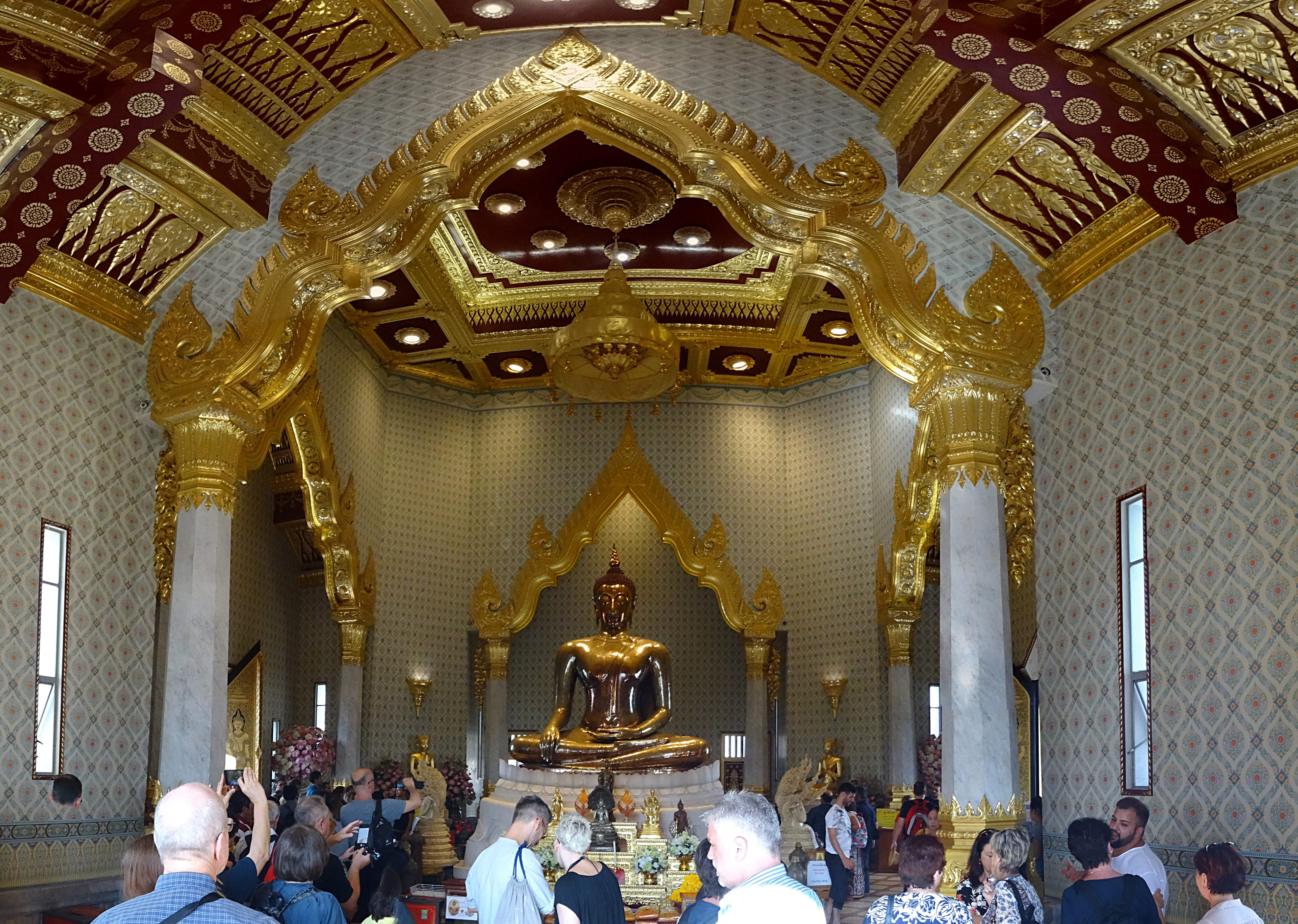
Interior del templo de Wat Traimit Witthayaram, Phra Sukhothai Traimit

Tiene una altura de 3 metros y un peso de 5,5 toneladas. Es la mayor estatua de oro macizo del mundo. Está trabajada en el estilo de Sukhothai (1238-1370) pero podría haber sido fabricada posteriormente. Su procedencia de la antigua capital Ayutthaya impide considerar una fecha posterior a 1750.
El Buda está representado en la tradicional postura del Bhumisparshamudra (tocar la tierra como testigo, la mano derecha hacia el suelo). Las estatuas clásicas de estilo Sukhothai están sentadas en un zócalo ordinario. La llama que corona la protuberancia del cráneo o ushnisha es una innovación de Sukhothai que simboliza el resplandor de su energía espiritual. La línea de su peinado forma una larga « V » en la raíz de los cabellos, subrayada por la curva elegante de las cejas que se apoyan sobre el arco de la nariz aguileña en forma de « pico de loro », según las normas prescritas. Los tres pliegues en el cuello y los lóbulos de las orejas muy alargados, señal de su anterior status de príncipe, también forman parte del código, lo mismo que sus anchos hombros y el pecho henchido por una inspiración imaginaria.